# ミトラ峠
ミトラ峠（ミトラとうげ）は、北から南へ延びる山脈の間を通る、シナイ半島内の長さ32kmの峠。スエズの東およそ50kmの場所にある。ここは1956年、1967年と1973年にイスラエルとエジプトとの戦闘が行われた場所である。イギリス探検家のジョン・フィルビーが1935年にこの峠をヨーロッパ人としては初めて通過している。
第二次中東戦争では、許可なくアリエル・シャロン率いる第202旅団により峠は占領された。この際イスラエル人に38人の損害が出ている。シャロンはこのことを非難されている。